# Better Days (Supertramp)
Better Days is een single van de Britse rockband Supertramp. Het nummer, afkomstig van het album Brother Where You Bound, is geschreven en gezongen door Rick Davies.
Naast het album is er zowel een single als een 12-inch versie van uitgebracht. De videoclip duurt 5.09 minuten. Er bestaan verschillende albums en songs met dezelfde titel, zoals die van Bruce Springsteen uit 1988.

## Thema
De tekst gaat over beloftes op betere tijden. De videoclip start met de beurskrach van 1929. Een willekeurige jonge deelnemer aan de protesten krijgt fictief een beeld op de toekomst aangeboden. Oorlog en optimisme wisselen elkaar af in het getoonde visioen, die doorloopt tot na het jaar 2000. De Kredietcrisis uit 2007 lag nog in de toekomst tijdens het maken van deze song en video. Aan het eind van het nummer zijn optimistische uitspraken van de vier grote spelers in de Amerikaanse presidentsverkiezingen 1984 gemonteerd: Geraldine Ferraro en Walter Mondale (linker kanaal) en George H.W. Bush en toenmalig president Ronald Reagan (rechter kanaal). Dit onder voor Supertramp kenmerkende saxofoon begeleiding van John Helliwell.

## Bezetting
- Rick Davies - keyboard, zang
- John Helliwell - saxofoon
- Bob Siebenberg - drums
- Dougie Thomson - basgitaar
- Scott Page - dwarsfluit
- Marty Walsh - gitaar